# Kervenheimer Mühle
Die Kervenheimer Mühle war eine an der Kervenheimer Mühlenfleuth gelegene Wassermühle in der Stadt Kevelaer mit unterschlächtigem Wasserrad.

## Geographie
Die Kervenheimer Mühle hatte ihren Standort an der Kervenheimer Mühlenfleuth, an der Schlossstraße, im Ortsteil Kervenheim, in der Stadt Kevelaer, Kreis Kleve, in Nordrhein-Westfalen.
Die Kervenheimer Mühlenfleuth hat hier eine Höhe von ca. 22 m über NN. Die Pflege und Unterhaltung des Gewässers obliegt dem Niersverband, der in Viersen seinen Sitz hat.

## Geschichte
Die Ersterwähnung der Mühle findet sich bei einer Lehnsvergabe im Jahre 1411. Die Mühle lag gegenüber der Vorburg und wurde mit dem Wasser der Fleuth gespeist. Sie arbeitete als Bannmühle, die ausschließlich Getreide mahlte. Ölfrüchte wurden in Kervenheim in Göpel oder Ross-Ölmühlen verarbeitet. An wasserarmen Sommertagen geschah dieses auch mit Getreide.
Die Mühle wurde auch Flöth-Mühle genannt. Als Besitzer wird 1848 Freiherr von Hertefeld zu Liebenberg bei Berlin genannt. Im Jahre 1888 wird die Mühle von der Kervenheimer Mühlenfleuthgenossenschaft gekauft. Mit der Verfüllung des Mühlenkolk im Jahre 1889 wurde auch die Mühle stillgelegt.

## Galerie

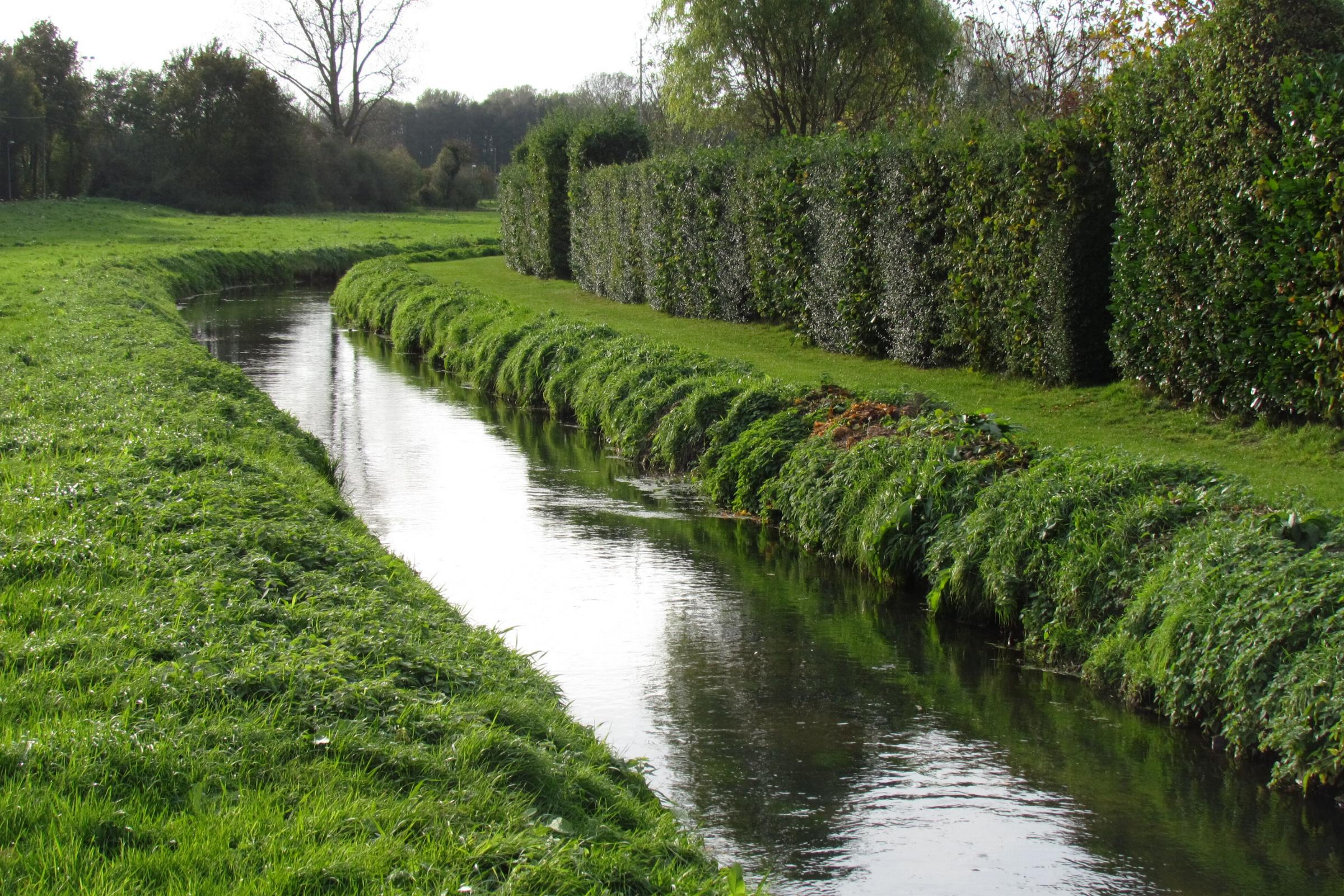
Kervenheimer Mühlenfleuth
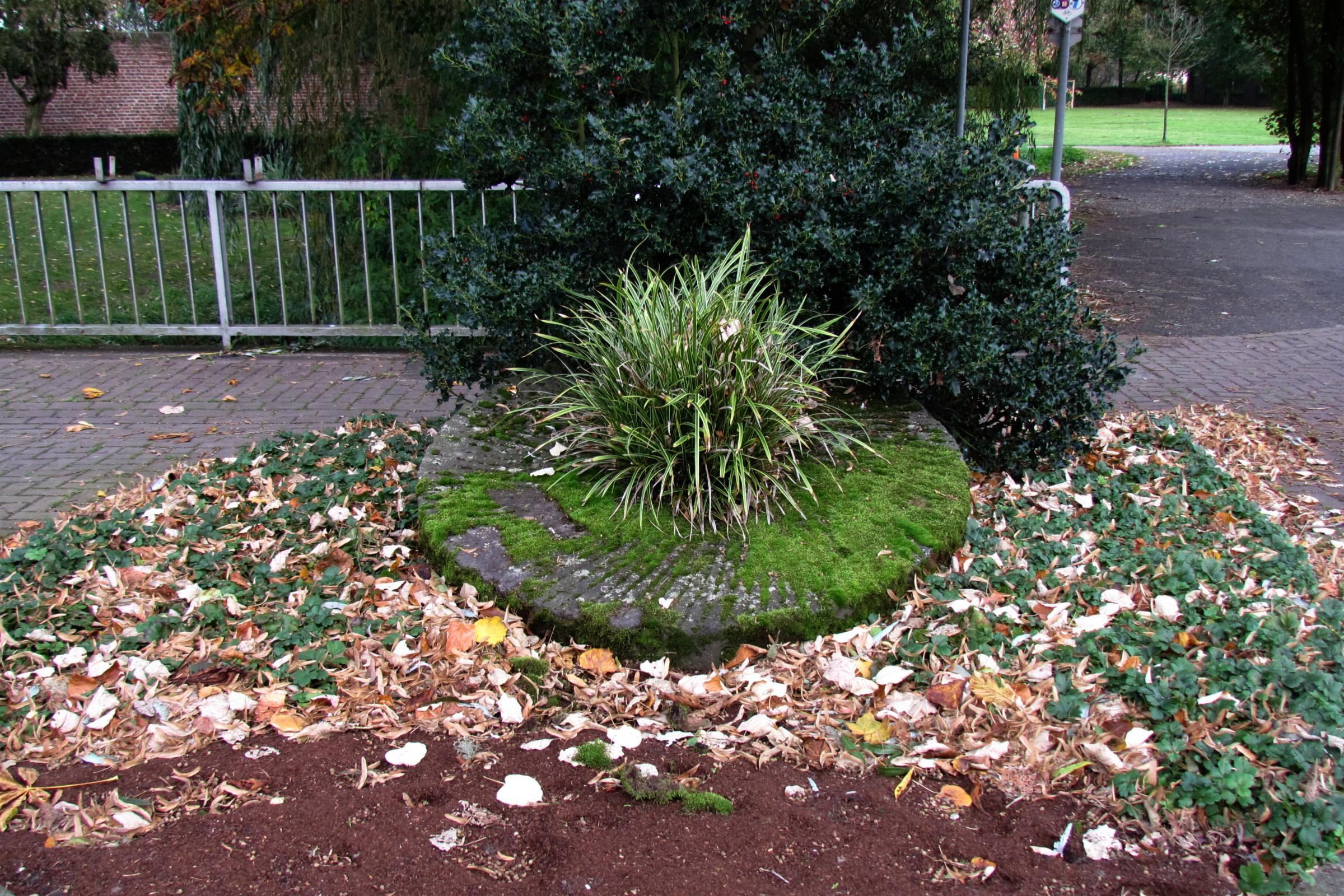
Mühlstein am Burgeingang
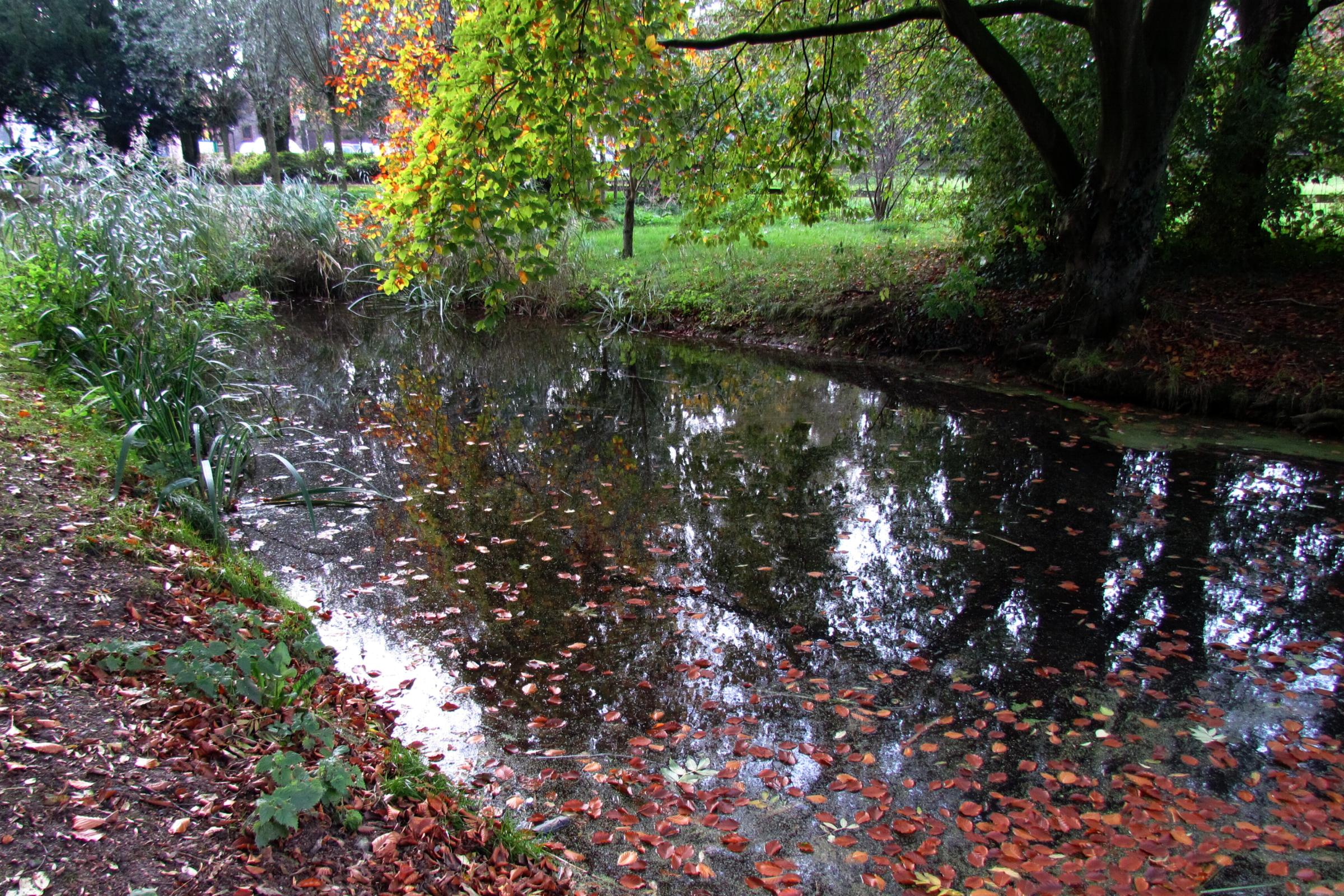
Teichgewässer an der Burg
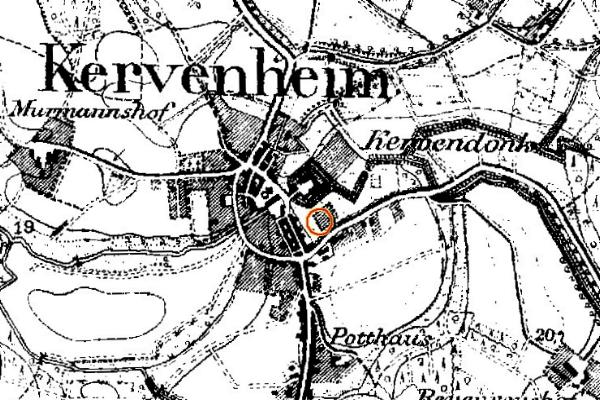
Kervenheimer Mühle auf der Neuaufnahme 1892
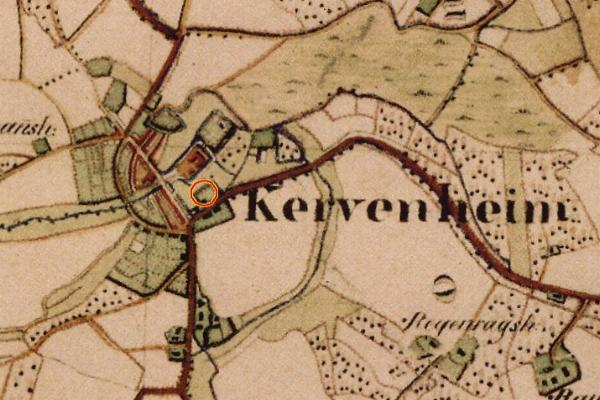
Kervenheimer Mühle auf der Urkatasterkarte 1843
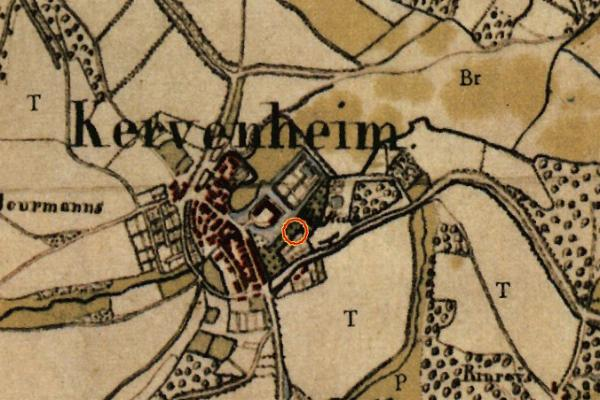
Kervenheimer Mühle auf der Tranchotkarte 1802